# Linia kolejowa Friaziewo – Zacharowo
Linia kolejowa Friaziewo – Zacharowo – linia kolejowa w Rosji łącząca stację Friaziewo ze ślepym przystankiem Zacharowo. 
Zarządzana jest przez region moskiewsko-kurski Kolei Moskiewskiej (część Kolei Rosyjskich). 
Linia położona jest w obwodzie moskiewskim. Na całej długości jest zelektryfikowana. Odcinek Friaziewo – Elektrostal jest dwutorowy, pozostała część linii jest jednotorowa. Linia obsługuje dwa ponad 100 000 miasta - Elektrostal i Nogińsk.

## Historia
Linia powstała w 1885, w Imperium Rosyjskim, jako odgałęzienie linii Moskwa – Niżny Nowogród. Następnie leżała w Związku Sowieckim. Od 1991 położona jest w Rosji.